# Ербецо
Ербецо (итал. Erbezzo) је насеље у Италији у округу Верона, региону Венето.
Према процени из 2011. у насељу је живело 236 становника. Насеље се налази на надморској висини од 1107 м.

## Становништво
| 1931. | 1936. | 1951. | 1961. | 1971. | 1981. | 1991. | 2001. | 2011. |
| ----- | ----- | ----- | ----- | ----- | ----- | ----- | ----- | ----- |
| 1.238 | 1.140 | 1.186 | 984   | 846   | 777   | 783   | 775   | 767   |